# Криксајд (Кентаки)
Криксајд (енгл. Creekside) град је у америчкој савезној држави Кентаки.

## Демографија
По попису из 2010. године број становника је 305, што је 31 (-9,2%) становника мање него 2000. године.
| Група             | 2000.       | 2010.       |
| Белци             | 315 (93,8%) | 264 (86,6%) |
| Афроамериканци    | 12 (3,6%)   | 24 (7,9%)   |
| Азијати           | 0 (0,0%)    | 8 (2,6%)    |
| Хиспаноамериканци | 2 (0,6%)    | 4 (1,3%)    |
| Укупно            | 336         | 305         |